# Noke (Oxfordshire)
Noke est une paroisse civile et un village de l'Oxfordshire, en Angleterre.